# 1997 SW30
1997 SW30 är en asteroid i huvudbältet som upptäcktes den 27 september 1997 av den slovakiska astronomen Herman Mikuž vid Črni Vrh-observatoriet.
Asteroiden har en diameter på ungefär 7 kilometer.